# Bachtelweiher
Der Bachtelweiher (früher auch Dolderweiher) ist ein Teich in der Gemarkung Sankt Mang in Kempten (Allgäu), der vom Bachtelbach von Ost nach West durchflossen wird. Der Teich hat eine Länge von 300 m, eine Breite von 160 m und eine maximale Wassertiefe von 3,8 m. Die Einöde Bachtelmühle liegt rund 550 Meter westlich am Bachtelbach.
Der Teich wurde im 13. Jahrhundert von der Kemptener Fürstabtei als Fischgewässer angelegt.
Durch den Bau einer Eisenbahnlinie in den Jahren 1852 bis 1853 von Kempten nach München wurde der Teich von einem Damm im Norden durchschnitten, über den seitdem die Eisenbahnlinie führt. Der Weiher diente auch damals der Fischzucht und zum Betrieb der Bachtelmühle. Im Jahr 1951 wurde am Teich eine Badeanstalt errichtet; heute ist davon noch eine Treppenanlage neben der Liegewiese im Westen vorhanden. Um den Bachtelweiher führt ein stark frequentierter Rundweg, der auch mit Rollstühlen befahren werden kann. Westlich des Teichs gibt es seit Jahrzehnten den Bachtelweiher-Garten mit Minigolfanlage, Kinderspiellandschaft, Streichelzoo, Biergarten und ganzjähriger Gastronomie.

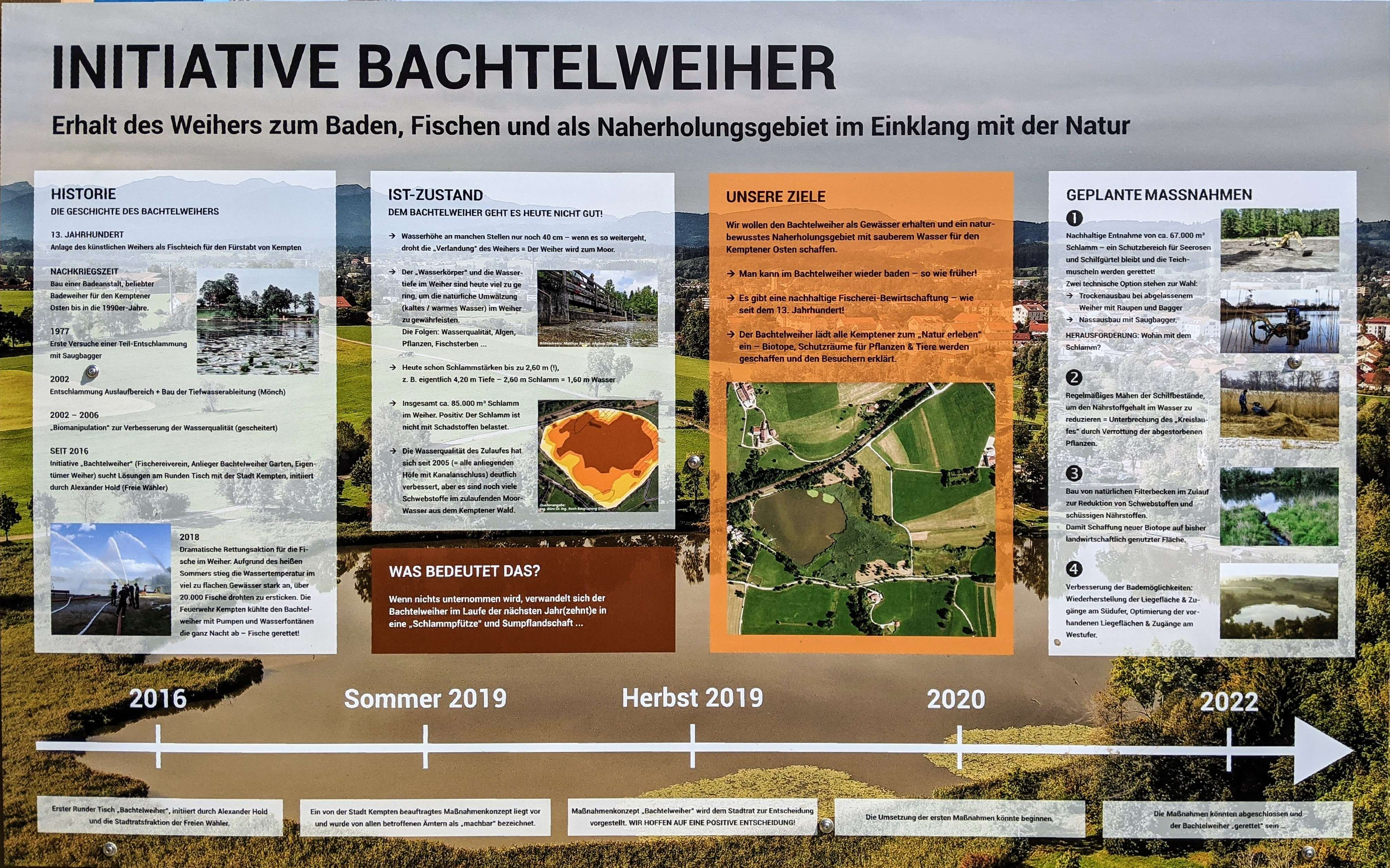
Öffentliche Informationstafel zur „Initiative Bachtelweiher“

Der Bachtelweiher war aufgrund der intensiv genutzten Wiesen rundherum der am höchsten mit Nährstoffen belastete Stehgewässer im Allgäu. Zur Verbesserung der Wasserqualität legte die Stadt auf Anraten des BUND im Jahr 1998 oberhalb des Teichs eine Flutmulde an und renaturierte den Bachtelbach. Im Norden des Teichs befinden sich große Schilfflächen. Fraßspuren von Bibern an Bäumen und Sträuchern werden beobachtet. Der Bachtelweiher wurde 2002 im Auslaufbereich entschlammt und es wurde ein Mönch zur Tiefenwasserableitung installiert. Im Rahmen der „Initiative  Bachtelweiher“ soll der Weiher ab 2020 entschlammt werden.